# آرامية بابلية يهودية
الآرامية البابلية اليهودية كانت إحدى لهجات اللغة الآرامية الشرقية التي استخدمها الكتّاب في بلاد بابل بين القرنين الرابع والحادي عشر للميلاد. وهي تُعرف بشكل شائع على أنها لغة التلمود البابلي (الذي اكتمل في القرن السابع)، ولغة الأدب الجاءونيمي ما بعد التلمودي، والذي يُعتبر النتاج الثقافي الأكثر أهميةً ليهود بابل. إن أهم مصادر النقوش لهذه اللهجة هي مئات الطاسات السحرية الآرامية.
أما اليوم، فقد تلقت هذه اللغة (اللهجة) اهتمامًا بالغًا من قبل العلماء. بالرغم من ذلك، فإن طلاب التلمود من اليهود الأرثوذكس يشكّلون الغالبية العظمى فقط من أولئك الذين هم على دراية بها.